# Česká asociace povinných
Česká asociace povinných (zkratka ČAP) je občanské sdružení zabývající se dluhovou problematikou, exekucemi, ochrannou práv povinných (dlužníků); jejím hlavním cílem jsou legislativní změny s cílem např. zavedení tzv. teritoriality exekutorů.
Dle textu na svém webu je Česká asociace povinných uskupení několika aktivistů, spolků, hnutí a zákonodárců se zaměřením prosadit výkon exekuce bez ponižování povinného a zbavování ho lidské důstojnosti. Byla založena jako protiváha Exekutorské komory a České asociace věřitelů. Zasazuje se o narovnání práv povinných[ujasnit] především rovnosti stran před zákonem, práva na spravedlivý proces a jiných, které poškozují povinné.
Od roku 2017 je prezidentkou asociace Mgr. Denisa Rohanová LL.M.